# Francesco Cacciatore
Francesco Cacciatore, detto Cecchino (Mercato San Severino, 19 gennaio 1904 – Salerno, 3 marzo 1983), è stato un politico e sindacalista italiano del Partito Socialista Italiano e dal 1964 fu fondatore ed importante esponente del Partito Socialista Italiano di Unità Proletaria (1964) (PSIUP).

## Biografia e attività politica
Fratello di Luigi Cacciatore, che aveva quattro anni in più, nel 1923 si iscrisse alla Federazione giovanile socialista di cui divenne segretario regionale. Venne arrestato con Luigi e costretto a rifugiarsi a Napoli dopo essere stato vittima di violenti pestaggi.
Dopo essere riuscito a sfuggire ai tedeschi mentre veniva trasportato in Germania, Cecchino è tra i promotori del CLN di Salerno, segretario della sezione socialista, fondatore de «Il Lavoro», il primo giornale del partito nella Italia liberata. Egli fu uno dei padri fondatori della istituzione democratica municipale a Salerno, non solo durante il governo dell'"esarchia", ma anche dopo, quando in seguito alle elezioni amministrative del novembre 1946 fu all'opposizione della giunta di centro-destra. Dal 1943 al 1947 è segretario generale della Camera del Lavoro di Salerno. Restò consigliere comunale per vent'anni.  Nel 1957 venne designato membro del Comitato Centrale del PSI.
Eletto deputato nel 1953 con il PSI; mantenne il seggio parlamentare fino al 1972, quando l'indebolimento del PSIUP e i meccanismi della legge elettorale privarono l'intero partito di ogni rappresentanza.
Raccolse il testimone politico lasciatogli dal fratello Luigi (assertore delle posizioni di Lelio Basso e  Rodolfo Morandi, collocati all'estrema sinistra nel PSI) quando il 17 dicembre 1963, insieme con gli altri deputati della "sinistra socialista", negò il voto di fiducia al governo Governo Moro I che avviava il centro-sinistra in Italia. Era il preludio alla sua convinta partecipazione alla nascita del PSIUP nel 1964, di cui seguì le vicissitudini sino alla confluenza nel Partito Comunista Italiano nel 1972. 
Dal 1974 al 1975 è sindaco di Montesano sulla Marcellana. Muore il 3 marzo 1983.